# Óriás lószúnyog
Az óriás lószúnyog (Tipula maxima) a rovarok (Insecta) osztályának a kétszárnyúak (Diptera) rendjébe, ezen belül a lószúnyogok (Tipulidae) családjába tartozó faj.

## Előfordulása
Az óriás lószúnyog Közép-Európában széles körben előfordul és helyenként gyakori.

## Megjelenése
Az óriás lószúnyog 55–65 milliméteres szárnyfesztávolsága és 27–40 milliméteres testhosszúsága alapján a legnagyobb Kárpát-medencei kétszárnyú. Feje orrszerűen előrenyúlik, szeme nagy, félgömb alakú. A csápok fonalasak. Szájszervei elcsökevényesedtek, de hosszú tapogatókkal rendelkeznek. Teste világosbarna, szürkén hamvas. A tor két oldalán feketés csíkok húzódnak, szárnyát barna foltok díszítik.

## Életmódja
Az óriás lószúnyog hegyvidéki erdőkben, lassú folyású, iszapos patakok partján, forráskifolyóknál él.
Repülési ideje május–július között van.